# Bullet Time

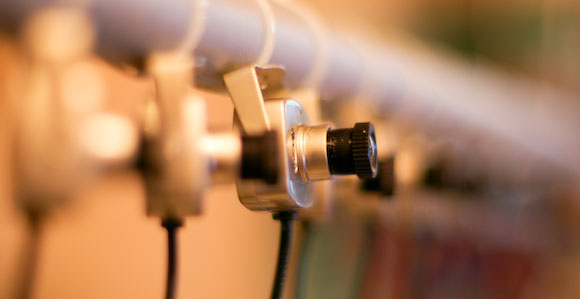
Eine Reihe kleiner Kameras, die einen Bullet-Time-Effekt filmen sollen

Bullet Time (von engl. bullet ‚Projektil‘ und time ‚Zeit‘) bezeichnet in der Filmkunst einen photogrammetrischen Spezialeffekt, bei dem der Eindruck einer Kamerafahrt um ein in der Zeit eingefrorenes Objekt herum entsteht. Er macht schnelle Geschehnisse, wie zum Beispiel fliegende Pistolenkugeln, genau und von verschiedenen Blickwinkeln sichtbar. Verlangsamungen bis hin zum Stillstand und sogar rückwärtslaufende Zeit sind ebenfalls möglich. Außer in Actionfilmen wird Bullet Time auch in Videospielen verwendet.
Ein ähnliches Verfahren, aber mit Ultrakurzzeit-Belichtung und Zwischenbildberechnung, ist die Frozen Reality.
Der Ausdruck Bullet Time ist ein eingetragenes Warenzeichen von Warner Bros., dem Distributor des Kinofilms Matrix. Vorher war es ein Warenzeichen von 3D Realms, dem Produzenten der Max-Payne-Spiele.

## Geschichte
Grundlagen des Konzeptes waren 1967 in der japanischen Zeichentrickserie Speed Racer gelegt worden, in deren Vorspann der Protagonist aus seinem Fahrzeug springt, während die Kamera sich um 90° zur Seite dreht. 1975 wurde in dem Film Der rosarote Panther kehrt zurück ein Kung-Fu-Kampf in Zeitlupe dargestellt. Das wohl erste echte Beispiel von Bullet Time findet sich in dem südafrikanischen Actionfilm Kill and Kill Again aus dem Jahre 1981. Als stilprägend gelten auch die Zeitlupenaufnahmen in den Filmen City Wolf und Hard Boiled von John Woo.
Der Effekt wurde danach auch in der Werbung verwendet und schließlich durch Filme wie Blade und Matrix populär gemacht.
Der Spezialeffektkünstler Tim MacMillan nennt neben dem Kubismus den Pionier der Chronofotografie Eadweard Muybridge explizit als Vorläufer der Bullet-Time-Technik.

## Technik
Ein filmischer Bullet-Time-Effekt wird nicht durch eine echte Kamerafahrt erreicht. Vielmehr handelt es sich um eine Aneinanderreihung von Einzelbildaufnahmen derselben Szene durch mehrere Kameras, wodurch der optische Eindruck einer Kamerafahrt entsteht.
Trotz des einfachen Prinzips benötigt der Effekt in der Praxis häufig den massiven Einsatz von CGI-Techniken. Geringste, unvermeidbare Abweichungen von den Einzelpositionen der gedachten Kamerafahrt (gewählter Bildausschnitt) und minimal abweichende Einstellungen (Fokus, Helligkeit) müssen korrigiert werden. Um die resultierende Aufnahme zu strecken, werden die einzelnen Bilder ineinander überblendet und nicht vorhandene Zwischenschritte auf diese Weise erzeugt (Motion-Interpolation).
Bei nahezu vollständigen Umdrehungen um das aufzunehmende Objekt können auch die gegenüberliegenden Kameras sichtbar werden, weshalb zum Beispiel beim Film Matrix die Schauspieler vor grünem Hintergrund (Greenscreen-Technik) aufgenommen und die Umgebung durch computergenerierte Szenenbilder ersetzt wurden.

## Der FilmMatrix
Im Film Matrix realisierte der für Spezialeffekte zuständige John Gaeta die Bullet Time, indem er 122 Einzelbildkameras und zwei Bewegtbildkameras rund um die Szene aufstellen ließ. Im Nachhinein wurde daraus im Computer eine einzige virtuelle Kamerafahrt generiert.
In einer Szene springt die von Carrie-Anne Moss gespielte Figur Trinity in die Luft, woraufhin scheinbar die Zeit anhält. Der Zuschauer kann einem verlangsamten Sprungtritt folgen, während die Kamera mit hoher Geschwindigkeit um die Szene herumzufahren scheint.
Die Technik wurde danach in verschiedenen Filmen imitiert und persifliert, beispielsweise in Shrek – Der tollkühne Held oder Scary Movie, und gilt mittlerweile als Standard in Hollywood.

## Computerspiele
Auch manche Computerspiele verwenden Bullet-Time-Modi. Hierbei wird die Geschwindigkeit der virtuellen Welt stark verlangsamt. Die Spielfigur, Gegner und Projektile bewegen sich während aktivierter Bullet Time in Zeitlupe. So bleibt dem Spieler mehr Zeit, um Handlungen wie Zielen, Ausweichen oder Heilung auszuführen. Das erste Spiel, in dem die Bullet Time verwendet wurde, ist Requiem: Avenging Angel von 1999. Häufig wird Max Payne als erstes Spiel mit Bullet Time genannt; es erschien jedoch erst zwei Jahre später.
Eingabegeräte wie Tastatur oder Joystick werden weiterhin in Echtzeit abgefragt. Die Bullet Time steht nach der Aktivierung nur für einen begrenzten Zeitraum – etwa fünf bis zehn Sekunden – zur Verfügung.
Eine Ausnahme bildet hier der Indie-Sandboxshooter Ravenfield, bei dem die Bullet Time unbegrenzt zur Verfügung steht, da die meisten Standardwaffen im Spiel einen sehr hohen Schaden haben und den Spieler oder Gegner meistens mit zwei Schüssen niederstrecken und mit zwei weiteren Schüssen töten, und so das Ausweichen in der Bullet Time zu einem wesentlichen Spielelement wird.
Beispiele sind Max Payne, El Matador, Red Dead Revolver, Red Dead Redemption, Jedi Outcast, F.E.A.R., Tomb Raider Legend, Enter the Matrix, The Matrix: Path of Neo, Total Overdose, Timeshift und Stranglehold. Auch in den Mods The Specialist (Half-Life) und Matto4 (Far Cry) wird die Bullet Time verwendet. Abseits des Ego-Shooter-Genres fanden ähnliche Effekte unter anderem in einigen Rennspielen der Reihe Need for Speed Verwendung, um dort besonders spektakuläre Spielszenen wie Sprünge oder Unfälle aus einer anderen Perspektive heraus darzustellen.
Bereits frühere Computerspiele wie Unreal erlaubten eine Verlangsamung des Spielablaufes durch Eingabe von Konsolenbefehlen. Im Gegensatz zu neueren Spielen ist der Effekt hier aber nicht in die Spielmechanik eingebunden.
In dem Theaterstück Bullet Time von 2024 thematisierte der Autor Alexander Kerlin den Spezialeffekt in historischer Beziehung zu den fotografischen Experimenten von Eadweard Muybridge. Das Stück wurde 2024 am Volkstheater (Wien) zur Uraufführung gebracht.